# Jardines de Joan Brossa
Los jardines de Joan Brossa se encuentran en la montaña de Montjuïc, en Barcelona, en la zona comprendida entre el funicular de Montjuïc y el castillo de Montjuïc. Además de la superficie vegetal, cuenta con diversas zonas de juegos infantiles y equipación lúdica, así como una variada colección de esculturas repartidas entre sus terrenos. Tiene una superficie total de 5,2 hectáreas.

## Historia
La zona donde están ubicados los jardines fue entre 1898 y 1965 un puesto militar, el destacamento de batería Álvarez Castro de defensa de la costa, construido durante la guerra de Cuba. Posteriormente la ocupó el antiguo Parque de Atracciones de Montjuic (1966-1998), una iniciativa del empresario venezolano José Antonio Borges Villegas, que durante años compaginó las atracciones de feria con diversos espectáculos y conciertos musicales, lo que convirtió esta zona de Montjuïc en uno de los principales espacios de ocio de los barceloneses. Con el fin de la concesión municipal de los terrenos en 1998, la zona se acondicionó como parque público, con un proyecto diseñado por Patrizia Falcone, Rosa Maria Torra y Lluís Abad, el cual fue inaugurado en 2003. 
Los jardines están dedicados al poeta catalán Joan Brossa, en consonancia con otros jardines de la zona de Montjuïc dedicados a poetas, como los jardines de Mossèn Cinto Verdaguer, los de Mossèn Costa i Llobera y los de Joan Maragall. En la entrada del parque hay unos versos de este poeta: «Pájaro:/ creo que es mejor que abras los ojos / y huyas de mi hombro / Aprovecha hoy para cruzar extensiones marinas / e iluminarte de estrellas».
Del antiguo parque de atracciones quedaron varios equipamientos, como el quiosco Damm y el Parasol, antiguos bar-restaurante diseñados por Lluís Riudor i Carol y Antoni M. Riera Clavillé en 1965, así como diversas esculturas que engalanaban la antigua zona de ocio: en 1966, con la inauguración del parque, se colocaron A Carmen Amaya, de Josep Cañas, y A Joaquim Blume, de Nicolau Ortiz; en 1972 se inauguraron El Payaso (Charlie Rivel), de Joaquim Ros i Sabaté, y Charlot, de Núria Tortras.

## Vegetación
La vegetación es mayoritariamente mediterránea, combinando la cuidada presencia de las plantas cultivadas con zones boscosas de aspecto agreste. Destacan especialmente las coníferas, como los cedros, los pinos y los cipreses: cedro del Atlas (Cedrus atlantica y Cedrus atlantica glauca), el cedro del Himalaya (Cedrus deodara), el cedro del Líbano (Cedrus libani), el pino blanco (Pinus halepensis), el pino insigne (Pinus radiata), el pino del Himalaya (Pinus wallichiana), el pino rodeno (Pinus pinaster), el ciprés (Cupressus sempervires), el ciprés de Arizona (Cupressus glabra) y el ciprés de Monterrey (Cupressus macrocarpa y Cupressus macrocarpa "Golden"). Otras especies son: el olivo (Olea europaea), la encina (Quercus ilex), el tamarisco (Tamarix gallica), la mimosa (Acacia dealbata), la sófora (Sophora japonica), la magnolia (Magnolia grandiflora), la acacia (Robinia pseudoacacia, Robinia pseudoacacia "Pyramidalis" y Robinia pseudoacacia "Umbraculifera") y la palmera: washingtonia (Washingtonia filifera y Washingtonia robusta), la palmera excelsa (Trachycarpus fortunei) y el palmito (Chamaerops humilis).

## Esculturas

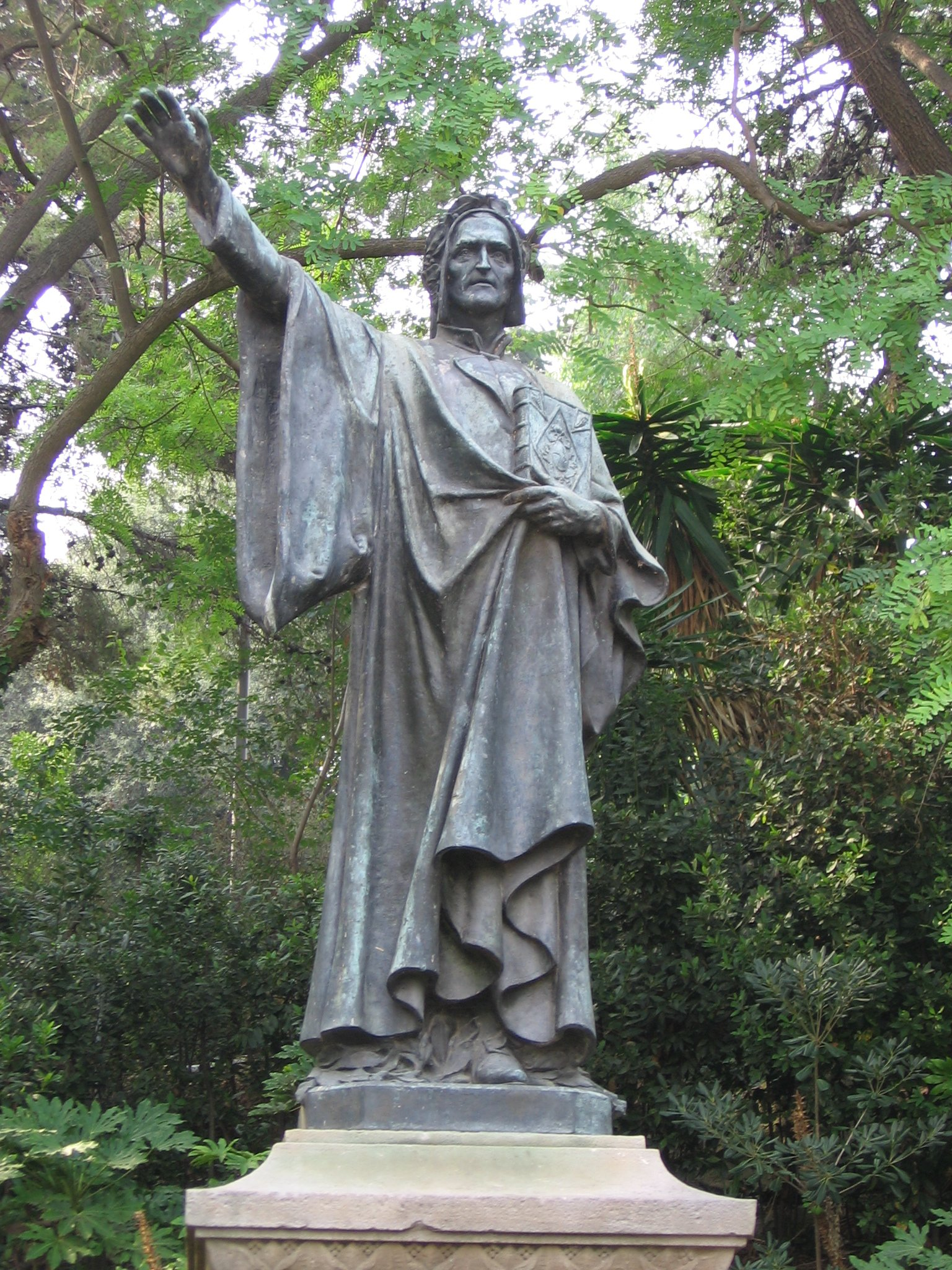
Dante, de Cesare Zocchi.
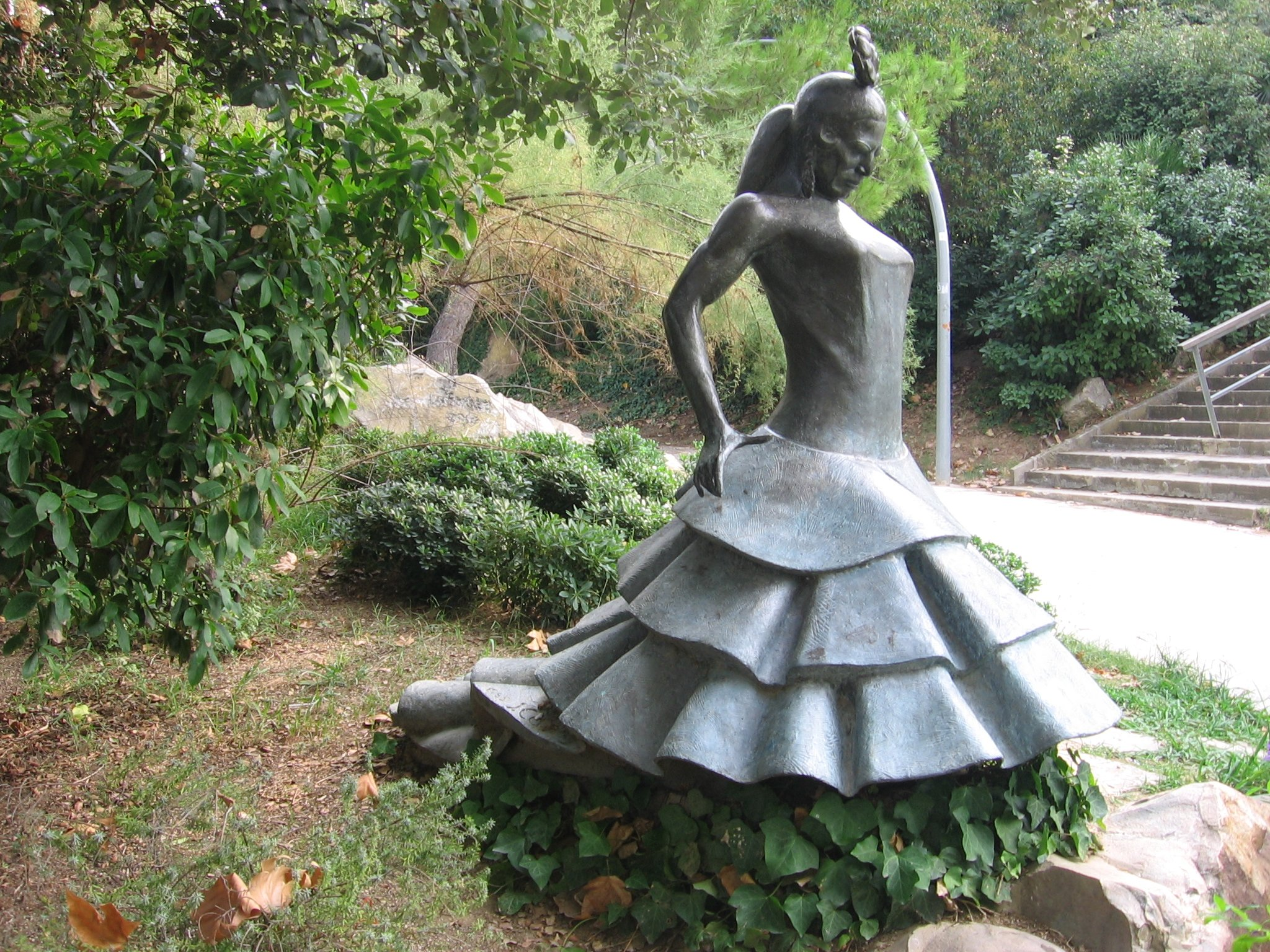
A Carmen Amaya, de Josep Cañas.
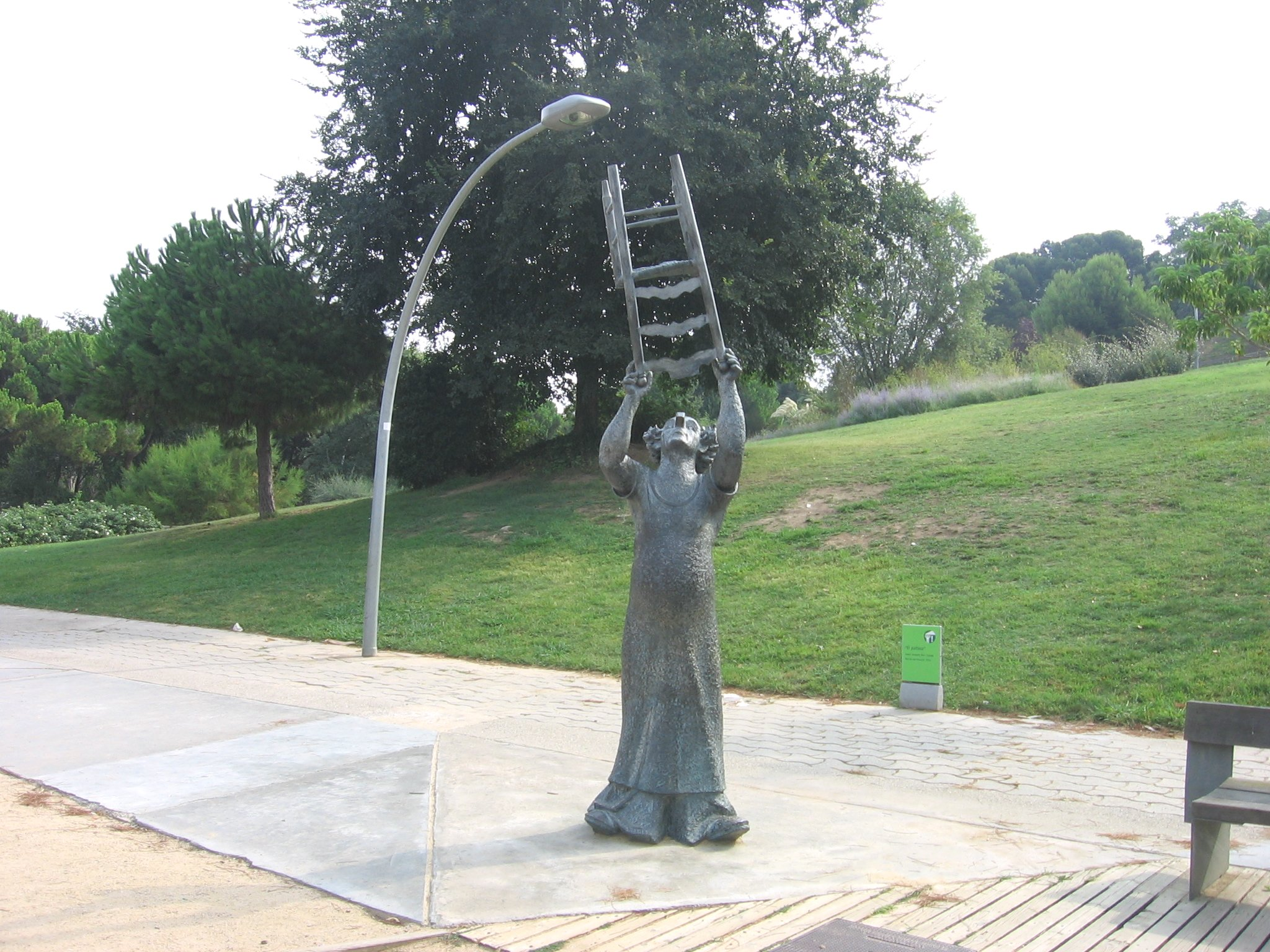
El Payaso (Charlie Rivel), de Joaquim Ros i Sabaté.
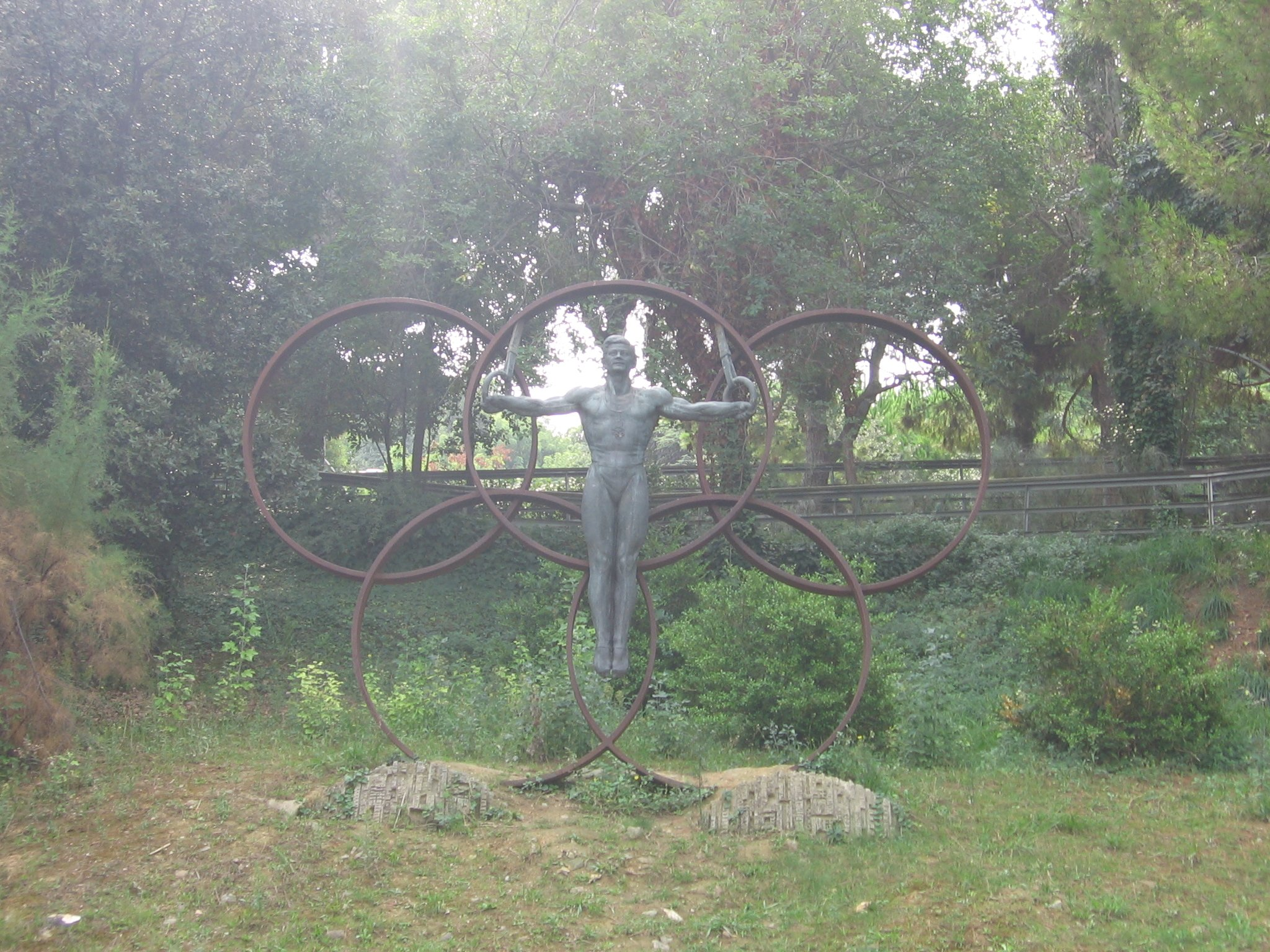
A Joaquim Blume, de Nicolau Ortiz.
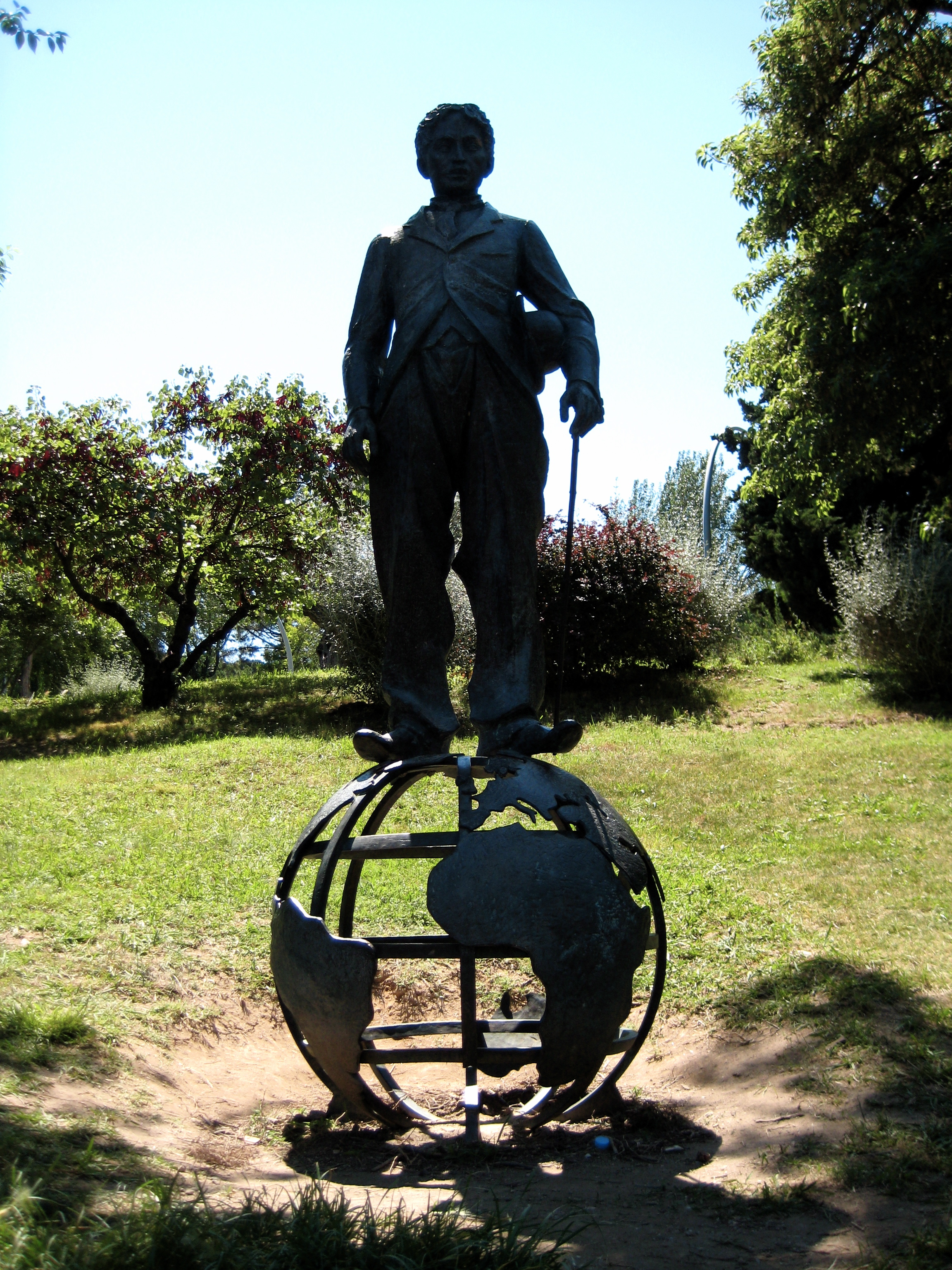
Charlot, de Núria Tortras.